# Rede dos Emissores Portugueses
A Rede dos Emissores Portugueses (REP) é uma organização nacional sem fins lucrativos para entusiastas do radioamadorismo em Portugal. A REP foi fundada em 1926 por Eugénio de Avillez P1AE, um dos primeiros experimentalistas portugueses de rádio. Os principais benefícios da associação ao REP incluem um escritório QSL para os operadores radioamadoristas em comunicações regulares com outros operadores em países estrangeiros, e o patrocínio de prémios de operação de rádio amador e concursos de rádio. O REP representa os interesses dos operadores radioamadoristas portugueses perante as entidades reguladoras portuguesas e internacionais. A REP é a sociedade nacional membro que representa Portugal na União Internacional de Radioamadores, à qual aderiu em 1931.